# Copalnic-Mănăștur
Copalnic-Mănăștur (in ungherese Kápolnokmonostor) è un comune della Romania di 5 808 abitanti, ubicato nel distretto di Maramureș, nella regione storica della Transilvania. 
Il comune è formato dall'unione di 12 villaggi: Berința, Cărpiniș, Copalnic, Copalnic-Deal, Copalnic-Mănăștur, Curtuiușu Mic, Făurești, Lăschia, Preluca Nouă, Preluca Veche, Rușor, Vad.